# 海上公安局
海上公安局（かいじょうこうあんきょく）は、保安庁に置かれることになっていた法執行機関。海上保安庁の警備救難部の業務を引き継ぐことになっていた。
設置の根拠法となる海上公安局法は第13回国会を通過して1952年（昭和27年）7月31日に公布されたものの、審議の過程で各方面から疑問点が提示されたことで、施行は、法案の段階では「保安庁法の施行の日」であったものが、参議院での修正で「別に法律で定める日」とされ、無期限延期された。その後、1954年（昭和29年）7月1日、保安庁よりも更に防衛的性格を明確にした防衛庁が発足するに際し、防衛庁設置法附則第2項により公安局法は廃止され、結局、海上公安局は設置されないままに終わった。政府部内の草案・企画段階で立ち消えとなったり、報道等での噂にとどまるような「設立に至らなかった機関」とは異なり、実際に設置を定める法律が成立し公布されたものであるため、歴史的意義から「幻の国家機関」としてその経緯が法制史上等において特別視されることもある。

## 計画に至る経緯
連合国軍占領下の日本では、治安部隊として総理府に警察予備隊を、また海上保安庁にも在来の勢力とは一線を画して非常時に備えるための海上警備隊を設置した。その後、平和条約が発効すると、警察予備隊と海上警備隊、およびこれと密接な関係のある海上の警備救難業務を統合して一体的運営を図るため、保安庁を設置することが検討されるようになった。
これに伴って、海上における警備救難業務を所掌するために保安庁に設置されることになっていたのが海上公安局である。保安庁法案は1952年（昭和27年）5月10日に、また海上公安局法案は同12日に第13回国会に提出された。

## 法案の概要
当初の計画では、保安庁の設置にあわせて海上保安庁は解体され、海上における警備救難業務を海上公安局に移すほかは、海事検査部の所掌事務および海上交通の保安に関する事務は運輸省の各局に分属させ、水路部、燈台部、海上保安審議会および水先審議会は、それぞれ運輸省の附属機関とすることになっていた。
海上公安局に関連する法案において重要な点は2つある。まず第一に、海上保安庁法では第25条で軍隊的機能を否定する条項が規定されていたが、海上公安局法ではこれに類する条項を盛り込まなかった点である。第二に、保安庁法第62条で、非常事態においては海上公安局を警備隊の統制下に入れることができるとした点である。
このほか、海上公安局法では、海上保安庁警備救難部の所掌事務にはない「海上における公共の秩序の維持」が盛り込まれた。国会答弁では「漁民の紛争や、船舶内に不穏な状況が発生して急を要するような場合に、必要な警告を発したりすること」と述べられたが、有事の予備海軍的な運用も想定した条項といわれている。
旧海軍軍人は、海軍再建構想の中で、海上保安庁を予備海軍化する研究も行っており、この考えは海上公安局法に忠実に反映された。また、警備救難業務を保安庁に取り込むことで、保安庁の軍事的印象を弱められるとの考えもあったといわれる。

### 所掌事務
1. 海上（別に法律で定める港の区域を含む。）における法令の違反の防止
2. 海難の際の人命、積荷及び船舶の救助に関すること（運輸省の所掌に属するものを除く。）。
3. 天災事変その他救済を必要とする場合における船舶又は航空機による人命及び財産の保護
4. 港則法（昭和23年法律第174号）の施行に関すること（運輸省の所掌に属するものを除く。）。
5. 海上の航路障害物及び危険物の除去及び処理に関すること（機雷その他の爆発性の危険物の除去及び処理を除く。）。
6. 前二号に掲げるものの外、船舶交通の安全に関すること（運輸省の所掌に属するものを除く。）。
7. 海上における犯罪を捜査し、及びこれに係る犯人又は被疑者を逮捕すること並びに海上において犯人又は被疑者を逮捕すること。
8. 前各号に掲げるものの外、海上における公共の秩序の維持

海上公安局の船舶は、海上公安局の事務を遂行するために必要な限度内において、武器を装備することができるものとされていた（第9条）。

### 組織
海上公安局の長は、保安庁長官の指揮監督を受け、部務を掌理する。但し、海上における法令の違反の防止の事務については、その事務を管理する主任の大臣の指揮監督を受けるものとされていた。
海上公安局の職員の訓練を行うための機関として、海上公安局に、海上公安大学校、海上公安学校及び海上公安訓練所を置くものとされていた。
海上公安局に、その事務を分掌させるため、地方海上公安局、地方海上公安部、港長事務所その他の事務所を置くものとされていた。小樽市、塩竈市、横浜市、名古屋市、神戸市、広島市、門司市、舞鶴市、新潟市にそれぞれ第一から第九地方海上公安局が置かれるものとされていた。

### 職員

#### 職員の種類
海上公安局に、海上公安官、海上公安官補その他の職員を置くものとされていた。海上公安局の職員（海上公安局の長を除く。）の任用、免職その他の人事に関する事項は、海上公安局の長が行うものとされていた。

#### 海上公安官等の権限
海上公安官及び海上公安官補（以下、「海上公安官等」という。）は、刑事訴訟法（昭和23年法律第131号）に規定する特別司法警察職員として職務を行うものとされていた。なお、海上公安官等の司法警察権の行使は、原則として「海上における犯罪について」のみ行使することとされている。海上公安局の長が指定する海上公安官は、司法警察員とし、その他の海上公安官及び海上公安官補は、司法巡査とするものとされていた。
海上公安官等は、陸上においても、海上における犯罪について、刑事訴訟法に規定する司法警察職員として職務を行う。但し、その権限は、海上において捜査（刑事訴訟法第212条に規定する犯人の追跡を含む。）に着手した犯罪に限り行使することができる。この場合において、令状による逮捕、差押、捜索及び検証は、できるだけ、警察官又は警察吏員に嘱託して行わなければならない。但し、これらの令状の請求は、この限りでない。
海上公安官等は、その職務を行うために必要な武器を所持することができる。海上公安官等の武器の使用については、警察官等職務執行法（昭和23年法律第136号）第7条を準用する。

#### 海上公安官の階級
海上公安官は、3等保安士補（3等陸曹）以上の保安官又は3等警備士補（3等海曹）以上の警備官の階級に相当する。保安隊及び警備隊と整合性を取るために海上保安官の階級を再構成して、保安官の階級や警備官の階級と同様の種類、呼称とする（「保安」又は「警備」の部分を「海上公安」としたのみ。）。
1. 海上公安監（中将相当）
2. 海上公安監補（少将相当）
3. 1等海上公安正（大佐相当）
4. 2等海上公安正（中佐相当）
5. 3等海上公安正（少佐相当）
6. 1等海上公安士（大尉相当）
7. 2等海上公安士（中尉相当）
8. 3等海上公安士（少尉相当）
9. 1等海上公安士補（上等兵曹相当）
10. 2等海上公安士補（一等兵曹相当）
11. 3等海上公安士補（二等兵曹相当）

海上公安官補の階級
1. 海上公安員長
2. 1等海上公安員
3. 2等海上公安員
4. 3等海上公安員

## 国会での審議
保安庁の創設という計画は、1952年1月24日には既に読売新聞に報じられており、2月1日には、海上保安庁を運輸省から「保安省」に移すという報道もなされた。これを受けて、法案提出前の2月22日の時点で、衆議院運輸委員会において、「陰の運輸大臣」といわれた関谷勝利が海上保安庁の移管について反対の論陣を張っていた。村上義一運輸大臣をはじめとする運輸省も、当初は海上保安庁の移管について反対の姿勢を示していたが、4月5日の閣議決定を受けて、消極的賛成に転じた。
その後、法案の提出を受けて国会審議が本格化すると、海上保安庁の解体・海上公安局の新設という計画について懐疑論・反対論が噴出した。例えば改進党の船田享二は、「警備救難事務と水路・灯台の事務を分離してしまうことは、防衛ということをあまりに強く考えて、海上の保安業務の方を軽視したきらいがあるのではないか」と発言した。また緑風会の楠見義男は、保安庁に移管する事務と運輸省へ残す事務をどのような基準で決めたのか、特に運輸省としては相当重要だと考えられていたはずの海上保安行政の任務が他の機構と一体として出ていく点を質した。また改進党の三好始も、海上保安行政の任務が保安庁に移ることで、運輸行政の上から支障を来さないかを質した。
また運輸省が消極的賛成に転じたあとも、国会においてこれを所管する運輸委員会は、所属する日本社会党の委員の賛同も得ながら、海上公安局法の施行延期の方向で働きかけを強めていった。6月26日の参議院運輸委員会において、与党自由党所属の山縣勝見委員長は、海上公安局の施行を延期するように関連法案を修正することを提案、委員の賛同を得て、内閣委員会に申し入れた。7月24日、運輸委員会からの申し入れに従い、海上公安局の施行を延期するように修正した上で、保安庁法案および海上公安局法案は賛成者多数で議決され、7月31日には参議院本会議において可決成立した。この時点で、衆議院と異なり参議院では与党自由党が過半数を確保できておらず、法案を成立させるには緑風会の協力取り付けが絶対条件であったことから、緊急かつ最優先の保安庁の設置について容認してもらうかわり、海上公安局法の施行は見送るという政治的妥協が行われたものと見られている。

## 未施行廃止
海上公安局法は1952年7月31日に公布されたものの、その施行は別に法律で定める日まで延期されることになった。従って、保安庁の発足に伴って海上保安庁において行われた組織改正は、海上警備隊および航路啓開所の業務を保安庁に移すとともに海事検査部の業務を運輸省に引き継ぎ、水先審議会および海難審判理事所をそれぞれ運輸省および海難審判庁の附属機関として移管したのみで、海上保安庁は従来どおり海上保安行政を統一的に行う機関として存続することになった。
その後、1953年にも、行政改革の一環として海上保安庁を保安庁の外局とすることが検討されたが、この際には、受け入れ側である保安庁が「保安庁法の改正によって、警察組織というより防衛組織へと移行している現状で、いわば海上警察である海上保安庁を組み入れることは、異質のものを持つことになるため、好ましくない」と反対の態度を表明した。また運輸省・海上保安庁も従来と同様の理由によって反対したほか、水産業界も、保安庁に移管されると軍事が優先されて海上保安業務が二義的業務とされることが予測されるとの理由で反対した。このように各方面の反対が強かったため、結局、海上保安庁の保安庁への統合案は取りやめとなり、1954年7月1日、保安庁が防衛庁（現在の防衛省）に改組され、防衛庁設置法が施行されるのに伴い、海上公安局法は、施行されないままに廃止となった（防衛庁設置法附則第2項）。